# Poul Sommer
Poul Sommer (13 de Outubro de 1910 - 1991) foi um piloto e militar dinamarquês que durante a Segunda Guerra Mundial prestou serviço pela Luftwaffe, o ramo aéreo da Alemanha Nazi. É creditado com 6 vitórias aéreas, o que fez dele um ás da aviação. Pilotou aviões Messerschmitt Bf 109 pela Jagdgeschwader 27 e Jagdgeschwader 54. Durante a Guerra da Continuação também foi voluntário para combater do lado dos finlandeses.